# دسميد عريض الرأس
دسميد عريض الرأس (الاسم العلمي: Desmidium laticeps) هو نوع من الطحالب الخضراء يتبع جنس الدسميد من فصيلة الدسميدية.